# Яценко Володимир Анатолійович
Володимир Анатолійович Яценко (нар.18 листопада 1969, Кам'янське Дніпропетровська область) — український підприємець і менеджер, до грудня 2016 року був заступником голови правління ПриватБанку. 

## Біографія
Володимир Яценко народився 18 листопада 1969 року в Дніпродзержинську (зараз Кам'янське) Дніпропетровської області. Закінчив середню школу у місті Кам'янське та Дніпровський національний університет імені Олеся Гончара за спеціальністю «Інформаційні системи керування та технології».
У липні 1992 року почав працювати у ПриватБанку. У 1998 році отримав посаду заступника голови правління ПриватБанку. Був керівником корпоративного VIP-бізнесу, відповідальним за кредитування великих компаній. 2008 року організував колекторську службу ПриватБанку. У грудні 2016 року після націоналізації ПриватБанку звільнився з нього. Брав участь у судових процесах з оскарження результатів націоналізації ПриватБанку.
У січні 2017 разом із колишніми менеджерами ПриватБанку Олександром та Дмитром Дубілети, Олегом Гороховським, Михайлом Рогальським, Людмилою Шмальченко і Вадимом Ковальовим заснував компанію Fintech Band, яка стала розробником інтернет-банкінгу monobank.
22 лютого 2021 року був затриманий в аеропорту «Бориспіль» в рамках розслідування справи націоналізації ПриватБанку. Йому інкримінують скоєння злочину, передбаченого ч. 5 ст. 191 КК України — «Привласнення, розтрата майна або заволодіння ним шляхом зловживання службовим становищем». Літак, на якому перебував Володимир Яценко, виконував чартерний рейс за межі України. За наказом силових структур його розвернули у повітрі неподалік від кордону посадили у міжнародному аеропорту «Бориспіль».

### Після повномасштабного вторгнення
Після вторгнення росіян в 2022 році Володимир Яценко долучився до розвитку БПЛА в Дніпрі.
25 грудня 2022 року Володимир розповів, про розробку БПЛА "Довбуш Т10".
7 квітня 2023 року в ефірі телемарафону оголосив конкурс для розробників українських безпілотників із призовим фондом у 20 млн. грн, чий літак, звісно за допомогою військових, долетить і приземлиться на Червоній площі у Москві 9 травня.